# Helen Badgley
Helen Badgley (Saratoga Springs, 1º dicembre 1908 – Phoenix, 25 ottobre 1977) è stata un'attrice statunitense, attiva come attrice bambina nel cinema muto dal 1911 al 1917 (tra i 3 e i 9 anni d'età).

## Biografia
Nata a Saratoga Springs, New York, nel 1908, Helen Badgley fa il suo debutto cinematografico già nel 1911, a 3 anni d'età, nel film Brother Bob's Baby. Da allora la Thanhouser Company la utilizza in numerose pellicole con ritmi di lavoro che oggi sarebbero impensabili per un interprete di quell'età. Popolarmente conosciuta e pubblicizzata fin dal 1912 come "The Thanhouser Kidlet" appare spesso in coppia con gli altri attori bambini della compagnia, Marie Eline e soprattutto Leland Benham.
Tra un film e l'altro, Helen compare occasionalmente anche in alcune produzioni teatrali. La stampa dell'epoca la descrive come una delle più celebri attrici bambine del cinema, dedicandole articoli e copertine.
L'unico periodo di riposo è nel 1916 quando, perduti i denti davanti, si dovettero aspettare dei mesi prima che essi ricrescessero e le si potessero affidare nuove parti. Rimase sempre con la Thanhouser Company fino alla scomparsa della società. Prende parte anche ad alcuni lungometraggi come The Candy Girl (1917), The Fires of Youth (1917) e The Heart of Ezra Greer (1917). Quando lascia il cinema a 9 anni è una veterana con alle spalle l'esperienza di un centinato di pellicole, interpretate tra il 1911 e il 1917.
Da adulta, sposa il proprietario di uno studio radiofonico e di registrazione. La coppia vive in Maryland con i quattro figli, per poi trasferirsi in Arizona. Muore a Phoenix (Arizona) il 25 ottobre 1977, all'età di 68 anni.

## Riconoscimenti
- Young Hollywood Hall of Fame (1908-1919)

## Filmografia

### Cortometraggi
- Brother Bob's Baby (1911)
- The Guilty Baby (1912)
- My Baby's Voice (1912)
- The Baby Bride (1912)
- Dottie's New Doll (1912)
- Baby Hands (1912)
- Big Sister (1912)
- When Mercy Tempers Justice (1912)
- In a Garden (1912)
- The County's Prize Baby (1912)
- Cross Your Heart (1912)
- The Forest Rose (1912)
- The Repeater (1912)
- The Tiniest of Stars (1913)
- When the Studio Burned (1913)
- While Mrs. McFadden Looked Out (1913)
- A Mystery of Wall Street (1913)
- The Ghost in Uniform (1913)
- Just a Shabby Doll (1913)
- The Spoiled Darling's Doll (1913)
- A Pullman Nightmare (1913)
- The Runaway (1913)
- His Sacrifice (1913)
- A Crepe Bonnet (1913)
- Little Dorrit (1913)
- Proposal by Proxy (1913)
- The Girl of the Cabaret (1913)
- Taming Their Grandchildren (1913)
- The Twins and the Other Girl (1913)
- The Children's Hour, regia di Eugene Moore (1913)
- Baby's Joy Ride (1913)
- A Clothes Line Quarrel (1913)
- Their Great Big Beautiful Doll (1913)
- Lawyer, Dog and Baby (1913)
- Jack and the Beanstalk (1913)
- His Father's Wife (1913)
- An Amateur Animal Trainer (1913)
- Frou Frou, regia di Eugene Moore (1914)
- Their Golden Wedding (1914)
- When the Cat Came Back (1914)
- Coals of Fire (1914)
- Turkey Trot Town (1914)
- The Power of the Mind (1914)
- Her Love Letters (1914)
- The Woman Pays (1914)
- The Success of Selfishness (1914)
- The Dancer (1914)
- Guilty or Not Guilty (1914)
- Repentance (1914)
- The Tin Soldier and the Dolls (1914)
- The Musician's Daughter (1914)
- The Infant Heart Snatcher (1914)
- Was She Right in Forgiving Him? (1914)
- For Her Child (1914)
- The Widow's Mite (1914)
- Deborah the Jewish Maiden (1914)
- A Gentleman for a Day (1914)
- The Butterfly Bug (1914)
- Little Mischief (1914)
- A Dog's Love (1914),
- The Benevolence of Conductor 786 (1914)
- Left in the Train (1914)
- The Terror of Anger (1914)
- Zudora - serial cinematografico (1914)
- A Messenger of Gladness (1914)
- Mrs. Van Ruyter's Stratagem (1914)
- The Barrier of Flames (1914)
- The Bridal Bouquet (1915)
- The Volunteer Fireman (1915)
- Helen Intervenes'' (1915)
- His Sister's Kiddies (1915)
- Do Unto Others (1915)
- Little Bobby (1915)
- Joe Harkins' Ward (1915)
- The Life Worth While'' (1915)
- The Cycle of Hatred'' (1915)
- Just Kids (1915)
- Big Brother Bill (1915)
- The Three Roses (1915)
- The Baby Benefactor (1915)
- The Six-Cent Loaf (1915)
- Bud Blossom (1915)
- The Two Cent Mystery (1915)
- Which Shall It Be? , regia di Ernest C. Warde – cortometraggio (1915)
- The Stolen Anthurium (1915)
- Tracked Through the Snow (1915)
- Mercy on a Crutch (1915)
- Milestones of Life (1915)
- The Game (1915)
- Helen's Babies (1915)
- The Price of Her Silence (1915)
- The Mystery of Eagle's Cliff (1915)
- The Spirit of Audubon (1915)
- In Baby's Garden (1915)
- The Baby and the Boss (1915)
- His Vocation (1915)
- His Majesty, the King (1915)
- A Rag, a Bone and a Hank of Hair (1917)

### Lungometraggi
- Milestones of Life (1915)
- The Price of Her SIlence (1915)
- The Stolen Triumph, regia di David Thompson (1916)
- A Modern Monte Cristo (1917)
- Pots-and-Pans Peggy (1917)
- When Love Was Blind, regia di Frederick Sullivan (1917)
- The Candy Girl, regia di W. Eugene Moore (1917)
- The Fires of Youth (1917)
- The Heart of Ezra Greer, regia di Émile Chautard (1917)